# Ecoparque Los Alcazares Arenillo
El Ecoparque los Alcazares Arenillo es un fragmento de bosque aislado, es propiedad del municipio de Manizales, ubicado dentro de la cabecera de la ciudad, sirviendo de pulmón verde para la misma, fue declarado en 1995 como área de interés ambiental, cuenta con una extensión es de 36 Has de bosque húmedo premontano bajo, donde se realizan principalmente actividades de observación de fauna y flora silvestre.

## Lugares de Interés
- Torre Mirador
- Senderos ecológicos
- Plaza de la Tierra
- Plaza del Aire

## Especies

### Flora
- Urapán
- Yarumo
- Sauce
- Drago
- Camargo
- Guadua
- Cheflera
- Eucaplito
- Helecho Arbóreo
- Bambú
- Manzanillo

### Fauna
Se pueden conocer más de 200 especies de aves de 34 familias, entre las más representativas se destacan:
- Gralaria Guatimalensis
- Tangara vitriolina
- Batara carcajada

- Entre otros[2]